# Jean-Pierre Houël
Pour les articles homonymes, voir Houël.
Jean-Pierre Louis Laurent Houël né le 28 juin 1735 à Rouen et mort le 14 novembre 1813 à Paris est un graveur, dessinateur et peintre français.

## Biographie
Né dans une famille d’artisans prospères, fils de Jean-Pierre Houel et de Marie-Louise Chefdeville, Jean-Pierre Houël (pour lequel Madeleine Pinault préfère la graphie Hoüel) fit connaître de bonne heure son goût pour l'art du dessin, dont il commença l’étude en 1751 à l’École des beaux-arts de Rouen sous la direction de Jean-Baptiste Descamps. Il y acquit une familiarité avec les œuvres des peintres néerlandais et flamands qui fut déterminante sur le choix qu’il fit de se spécialiser dans la peinture de paysages.
Placé ensuite chez un habile architecte, il y étudia la perspective ; puis, toujours poussé vers son art de prédilection, il alla à Paris, où il entra dans l’atelier de l'aquafortiste Le Bas. Devenu l’un des meilleurs élèves de ce maître, Houël, encouragé par un amateur, M. Dazincourt, reçut des leçons de Francesco Casanova et pratiqua la peinture parallèlement à la gravure. Puis mettant à exécution le projet qu’il avait formé depuis longtemps d’aller se perfectionner en Italie, il obtint une pension du roi et partit pour Rome.
Juste avant de partir, il peignit en 1769 des dessus-de-porte pour le duc de Choiseul dans son château de Chanteloup. En compagnie du marquis d’Havrincourt, il se mit en route pour l’Italie et la visita entre 1769 et 1772, muni des meilleures recommandations.
Dès son arrivée en Italie, Houël s'enthousiasma à la vue des monuments de l’Antiquité et des sites de cette contrée qu’il peignit à la gouache avec une grande facilité et beaucoup de talent. Il poussa sa curiosité jusqu’à Malte en 1770. 
Revenu en France en 1773 après quatre années d’études, Houël séjourna quelque temps à Aix-en-Provence et y fit apprécier favorablement sa manière de peindre, surtout pour les paysages et les animaux et travailla dans ce genre pour plusieurs cabinets d’amateurs de Rouen et de Paris. Il exécuta ainsi en 1774 une commande de six panneaux représentant des paysages italiens pour le nouvel hôtel parisien du fermier général d’origine rouennaise Philippe Charles Legendre de Villemorien (1717-1789) au 20, rue du Faubourg-Saint-Honoré. Il reçut probablement cette commande par l’intermédiaire de l’architecte du financier Guillaume-Martin Couture, né à Rouen comme Houël et élève d’Antoine Matthieu Le Carpentier, autre architecte rouennais qui avait travaillé pour le beau-père de Villemorien, le fermier général Étienne-Michel Bouret.
Souhaitant visiter l’Italie une seconde fois, il partit de nouveau et parcourut le royaume de Naples, la Sicile, les îles de Malte et de Lipari en 1776. Ce fut dans ce voyage qu’il amassa les matériaux de son grand ouvrage pittoresque, ouvrage dont, à son retour en France, il grava, d’après ses propres dessins, 164 planches à l’aquatinte et rédigea le texte explicatif, qu’il publia de 1782 à 1787 (quatre volumes in-folio). Certaines de ses planches furent achetées par Catherine II de Russie et sont conservées à Saint-Pétersbourg au musée de l'Ermitage. Pendant son voyage, il a visité les villages au cœur de la Sicile, tels que Centuripe, Troina, Sperlinga et Nicosia. 

### Un partisan de la Révolution

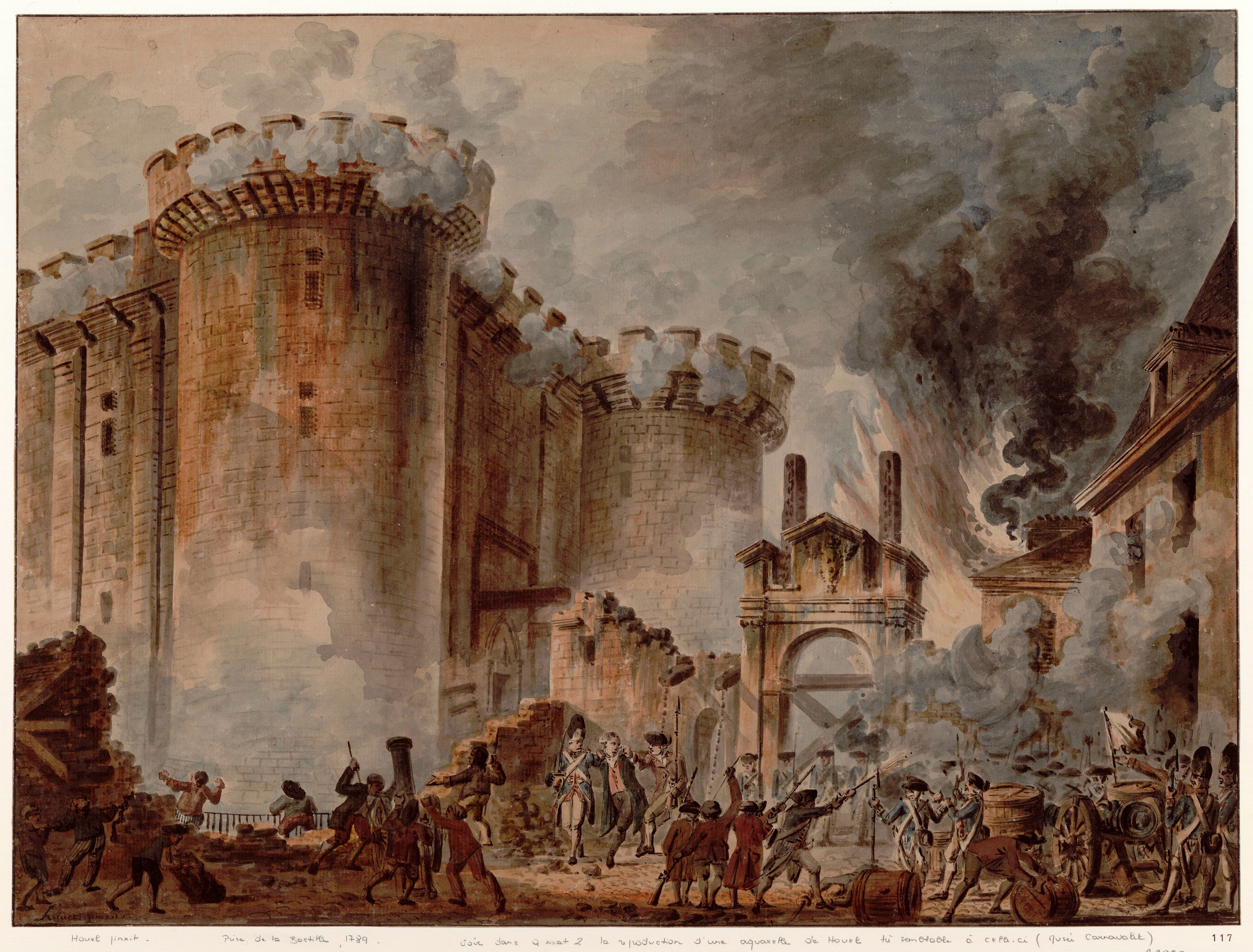
Prise de la Bastille (1789), aquarelle, Paris, Bibliothèque nationale de France.

Pendant la Révolution, Pierre Houël vit rue du Coq Saint-Honoré à Paris. La correspondance qu'il entretient avec sa famille affiche son parti pris pour les évènements révolutionnaires ; celle-ci démontre également son engagement actif tout au long de cette période mais aussi un enthousiasme décroissant. En 1789, il présente au Salon de l'Académie royale de peinture et de sculpture deux tableaux de paysages, aujourd'hui non identifiés. 
Dans toute cette correspondance, Houël relate les croquis qu'il dessine de la Fête de la Fédération auquel il a assisté, en vue d'une gravure ; ou encore le retour de Varennes qu'il expose à son frère dans une lettre datée du 26 juin 1791. Ses échanges écrits avec sa famille s'arrête le 6 germinal an II (26 mars 1794).
En l'an II sous la direction de Fourcroy, il est chargé par le comité provisoire de réorganiser le Lycée des arts, qui deviendra par la suite le Lycée républicain. Il vote également lors du scrutin épuratoire évinçant Lavoisier. Il participe la même année au concours d'architecture organisé par le Comité de Salut Public et la Convention nationale ou il y expose plusieurs projets : un temple dédié à l'Égalité, un arc de triomphe avec la devise « Le bonheur d'être utile », des bains publics.
Le 3 pluviôse an II (22 janvier 1794), il devient membre du Comité des Salpêtres de la Section des Gardes-Françaises puis par la suite capitaine salpêtrier, et enfin trésorier. Le 30 pluviôse, il présente à la Convention 30 vases pleins de salpêtres cristallisés. Il occupe des fonctions au sein du comité jusqu'au 9 frimaire an III (29 novembre 1794).
Jean-Pierre Houël était agrégé à l’Académie royale de peinture, membre correspondant de l’Académie de Rouen, de la Société d’émulation de la même ville à partir de 1796, de la loge maçonnique des Neuf Sœurs et de plusieurs sociétés savantes. Outre son Voyage Pittoresque des Isles de Sicile, de Malthe et de Lipari, son principal ouvrage, Houël a encore publié : Histoire des Éléphants de ta ménagerie nationale… (1798), Histoire naturelle des deux Éléphants mâle et femelle du Muséum de Paris… (1798), Explication du monument public la Colonne Trajane, Exposé du concours du 20 décembre 1807.
Les tableaux de Houël, qui figuraient dans les premiers catalogues du musée des beaux-arts de Rouen, sont : Vue de la Côte de Sainte-Catherine, prise du Pré aux Loups ; Vue de l’entrée de l’intérieur d’une Cave taillée dans le roc, servant d’entrepôt de sels, à Dieppedalle, près de Rouen ; Vue d’un lieu connu près de Duclair, vulgairement appelé la Chaise de Gargantua ; Vue de la Porte Cauchoise, en dedans de la Ville, avant sa démolition.
Un portrait de Houël, peint par François-André Vincent, est conservé au musée des beaux-arts de Rouen. Son portrait gravé[Par qui ?] se trouve dans la collection de la bibliothèque de la même ville.

## Œuvre

### Ouvrages
- [1782-1787] Voyage pittoresque des isles de Sicile, de Malte et de Lipari : où l'on traite des antiquités qui s'y trouvent encore, des principaux phénomènes que la nature y offre, du costume des habitants, & de quelques usages (4 tomes : 1 (1782, 138 p.) ; 2 (1784, 148 p.) ; 3 (1785, 126 p.) ; 4 (1787, 124 p.)), Paris, imprimerie de Monsieur, sur gallica.
- Histoire naturelle des deux éléphans, mâle et femelle, du Muséum de Paris, venus de Hollande en France en l'an VI, Paris, impr.-libr. Pougens, an vii - 1803, 122 p., sur gallica (lire en ligne).

### Peinture
- Peintures pour le château de Chanteloup, 1769, musée des beaux-arts de Tours :

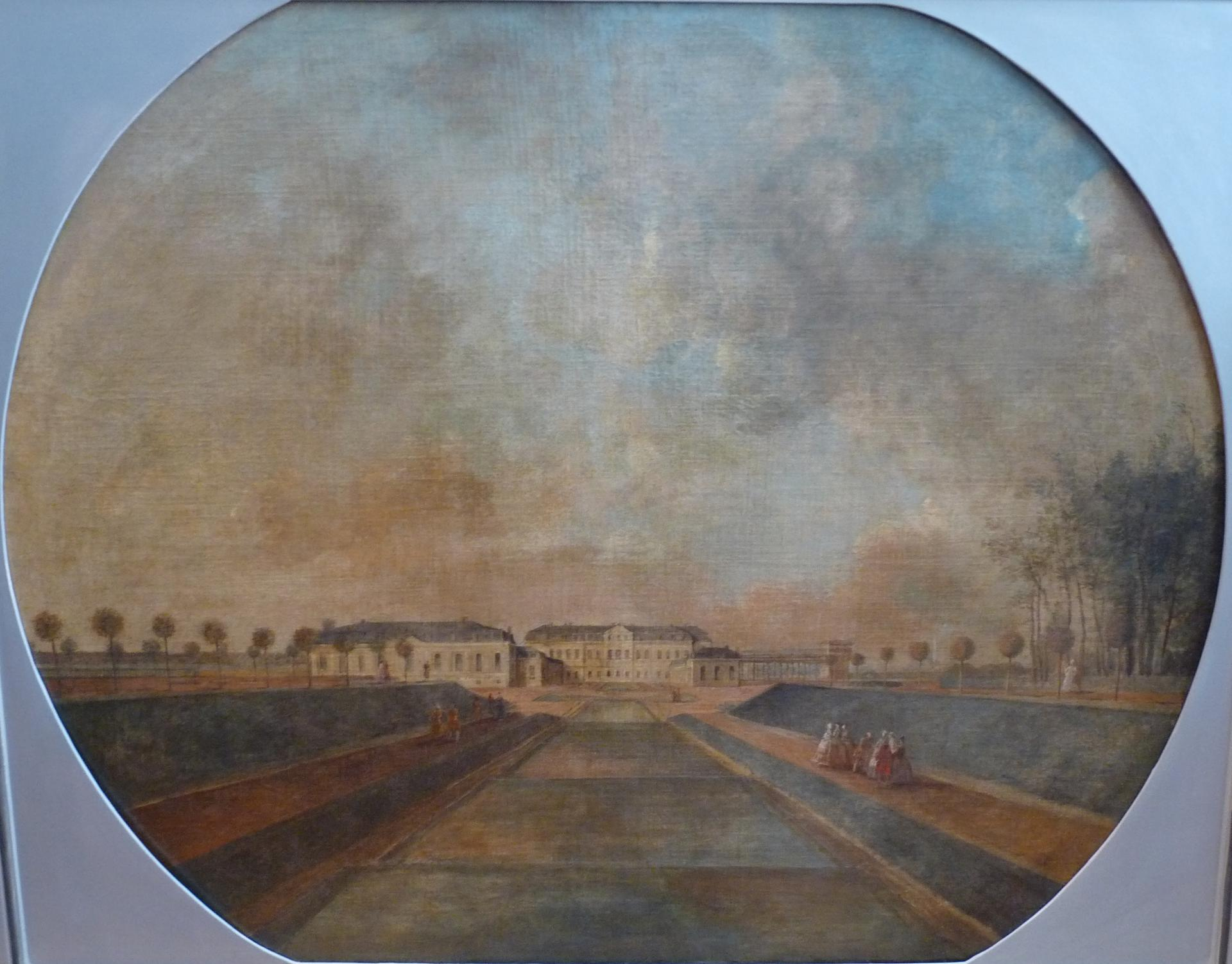
Vue du château de Chanteloup prise de la cascade

- - Trois dessus de porte ovales, huile sur toile, 77 × 60 cm : Paysage pastoral[10] ; Paysage avec une bergère assise près d'un ruisseau[11] ; Paysage avec une bergère près d'une ruine[12]
  - Vue de Paradis, près de Chanteloup, huile sur toile, 85 × 161 cm[13]
  - Vue de la Loire entre Amboise et Lussault, huile sur toile, 84 × 161 cm[14]
  - Vue des jardins de Chanteloup prise du salon, huile sur toile, 91 × 115 cm[15]
  - Vue du château de Chanteloup prise de la cascade, huile sur toile, 91 × 115 cm[16]
- Vue de la Seine devant les jardins de l'Arsenal, 1769, huile sur toile, 101 × 147 cm, Musée des beaux-arts de Tours[17]

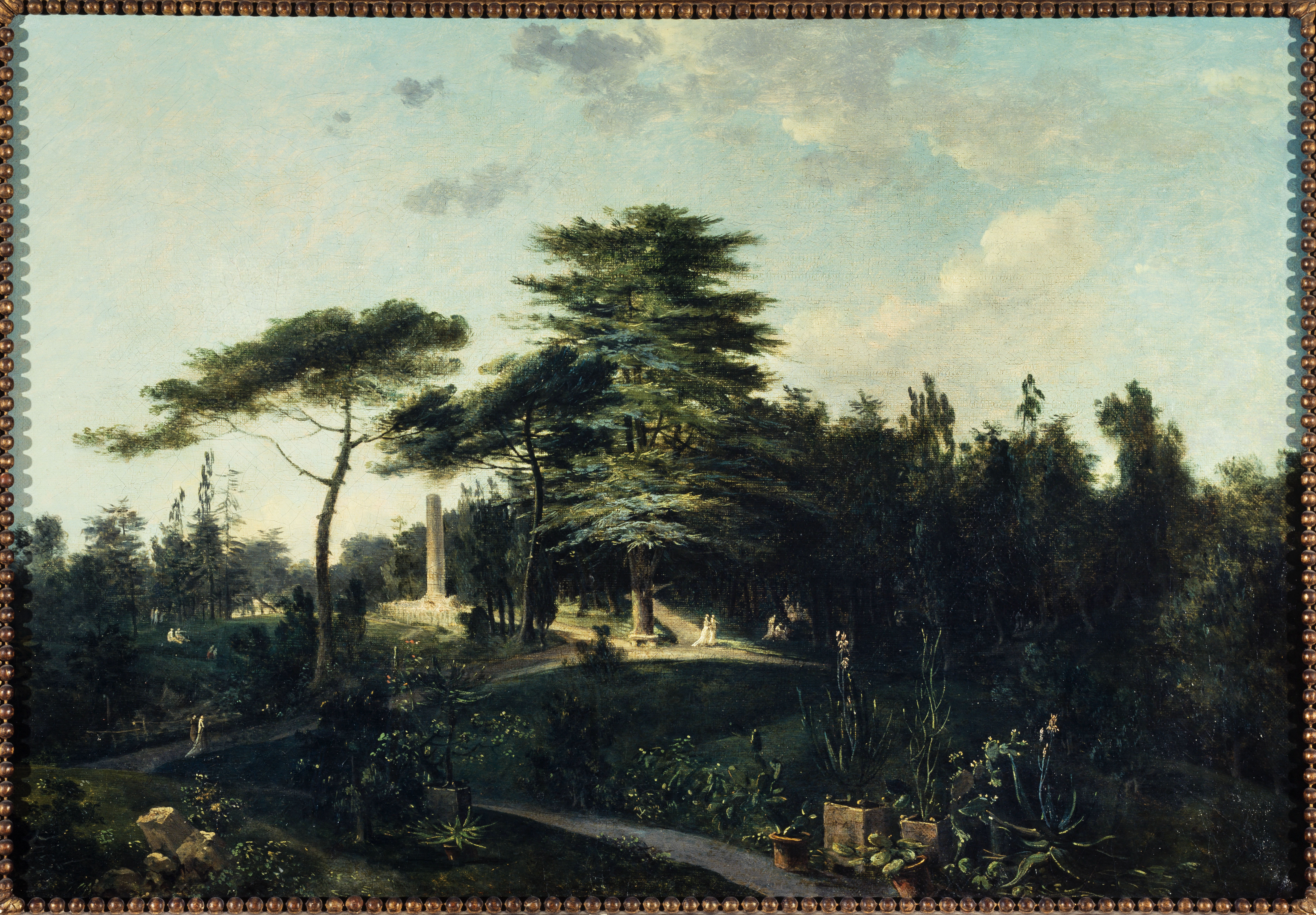
Le cèdre du Liban, au jardin des Plantes
musée Carnavalet

- Vue du château du Feuillet à Souvigny, 1769, huile sur toile, 86 × 162 cm, Musée des beaux-arts de Tours[18]
- Halte de voyageurs, 1770-1779, huile sur toile, 260 × 267 cm, Musée du Louvre[19]
- Paysage d'Italie, 1774, huile sur toile, 255 × 136 cm, Musée du Louvre[20]
- L'Ermitage, 1774, huile sur toile, 260 × 188 cm, Musée du Louvre[21]
- Cave servant d'entrepôt de sel à Dieppedalle, 1789, huile sur toile, 65 × 97 cm, Musée des beaux-arts de Rouen[22]

Œuvres non datables
- Vue de la côte Sainte-Catherine, œuvre disparue, huile sur toile, 58 × 72 cm, Musée des beaux-arts de Rouen[23]
- Danse de paysans, huile sur toile, 260 × 267 cm, Musée du Louvre[24]
- Le Gué, huile sur toile, 260 × 141 cm, Musée du Louvre[25]

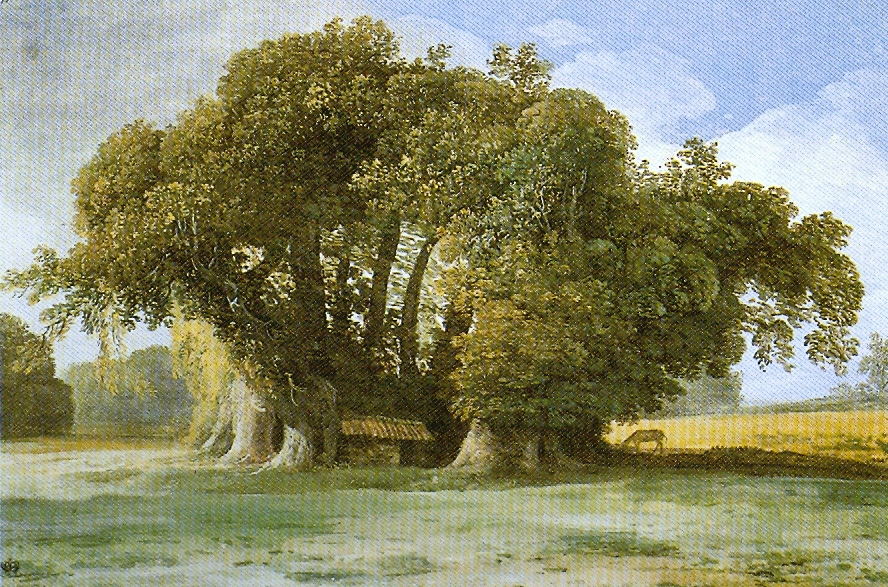
Le Châtaignier des cent chevaux sur les pentes de l'Etna, musée du Louvre.

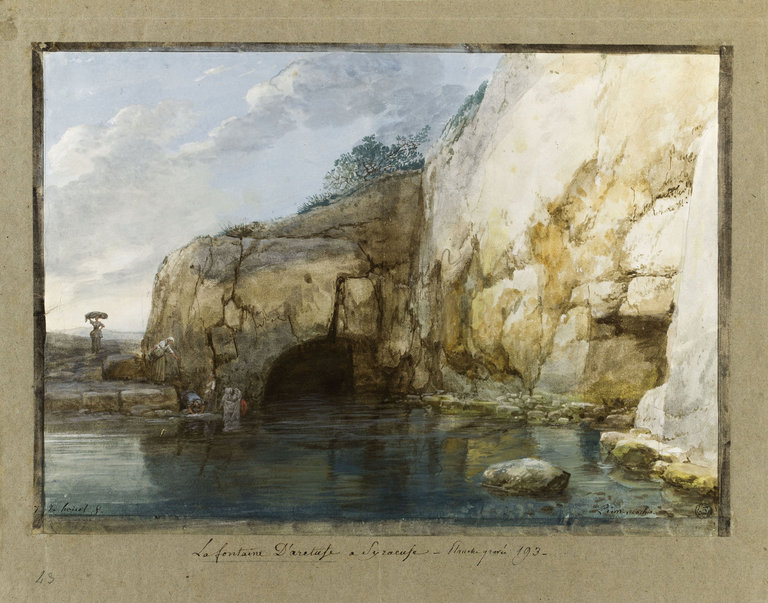
La fontaine d'Aréthuse, à Syracuse

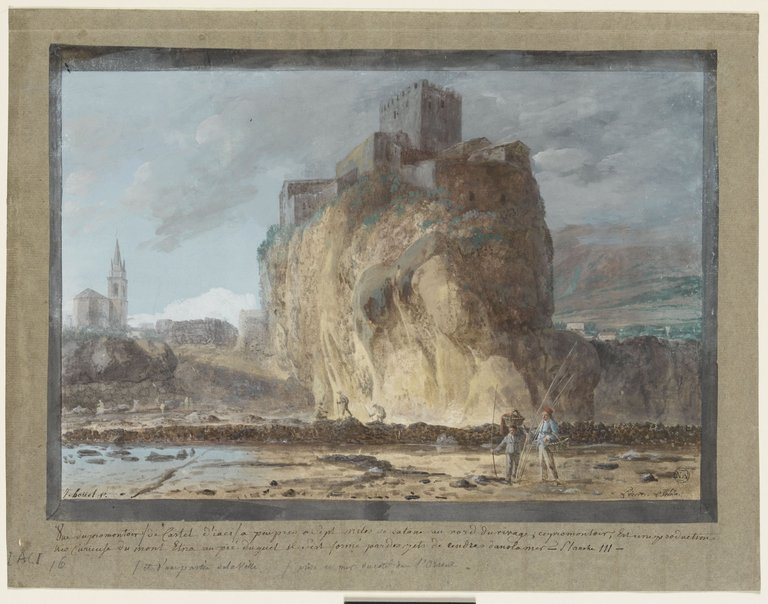
Le promontoire et une partie de la ville de Castel d'Iaci

### Œuvres conservées au département des arts graphiques du musée du Louvre
- Le Châtaignier des cent chevaux sur les pentes de l'Etna ; gouache et pierre noire (entre 1776 et 1779)[26]
- Bergère et ses bêtes près d'une fontaine ; papier (blanc), plume, encre brune et lavis[27]
- Carrière d'où l'on tirait les pierres des temples de Sélinonte ; gouache et pierre noire[28]
- Façade et dôme des Invalides vus du boulevard ; gouache[29]
- Intérieur de la grotte des Eaux à Syracuse ; gouache, pierre noire, plume et encre grise[30]
- Intérieur de la grotte l'oreille de Denys le Tyran à Syracuse ; gouache[31]
- Intérieur du temple de la Concorde à Agrigente
- La Fontaine d'Aréthuse, à Syracuse ; gouache et pierre noire[32]
- La Grotte des chèvres à Micate ; gouache et pierre noire[33]
- La Grotte L'oreille de Denys le Tyran au lieu-dit Le Paradis à Syracuse ; gouache[34]
- La Partie septentrionale du golfe de Naples ; gouache[35]
- Le cratère du Stromboli ; gouache et pierre noire[36]
- Le Détroit de Messine et les côtes de la Calabre ; gouache et pierre noire[37]
- Le Promontoire et une partie de la ville de Castel d'Iaci ; gouache[38]
- Le Temple de Junon Lucinienne à Agrigente ; gouache, pierre noire, plume et encre noire, 30 × 44 cm[39]
- Le Temple de Ségeste ; gouache[40]
- Les Bains antiques d'eau chaude, dits de Saint Calogeno, à Lipari ; gouache et pierre noire[41]
- Les Écueils des Cyclopes appelés Farailloni, près du port de la Trizza ; gouache et pierre noire[42]
- Les Ruines du théâtre de Syracuse ; gouache et pierre noire[43]
- L'Etna et un des faubourgs de Catane vus de La Porta d'Aci ; gouache et pierre noire[44]
- L'Île de Volcano vue de Lipari ; gouache et pierre noire[45]

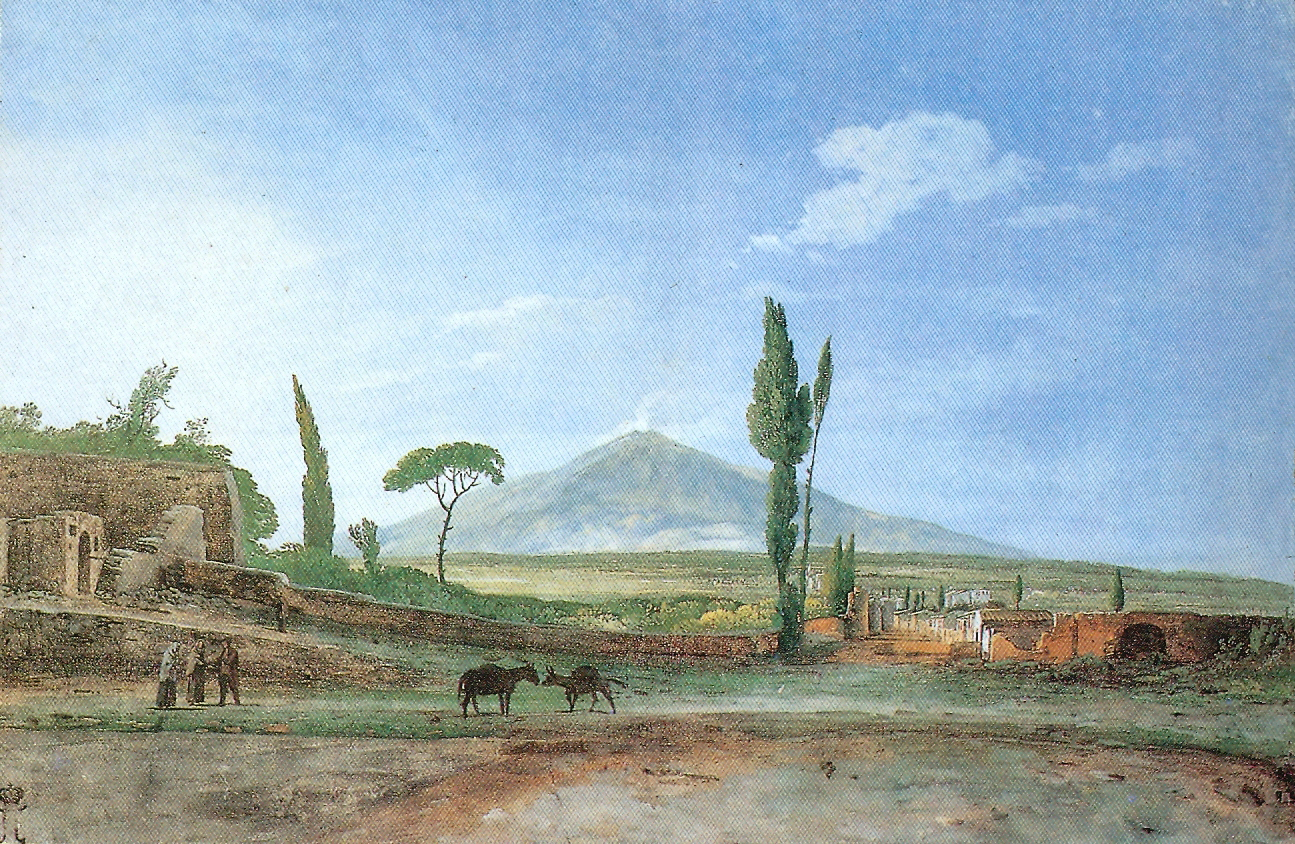
L'Etna et un des faubourgs de Catane vus de La Porta d'Aci
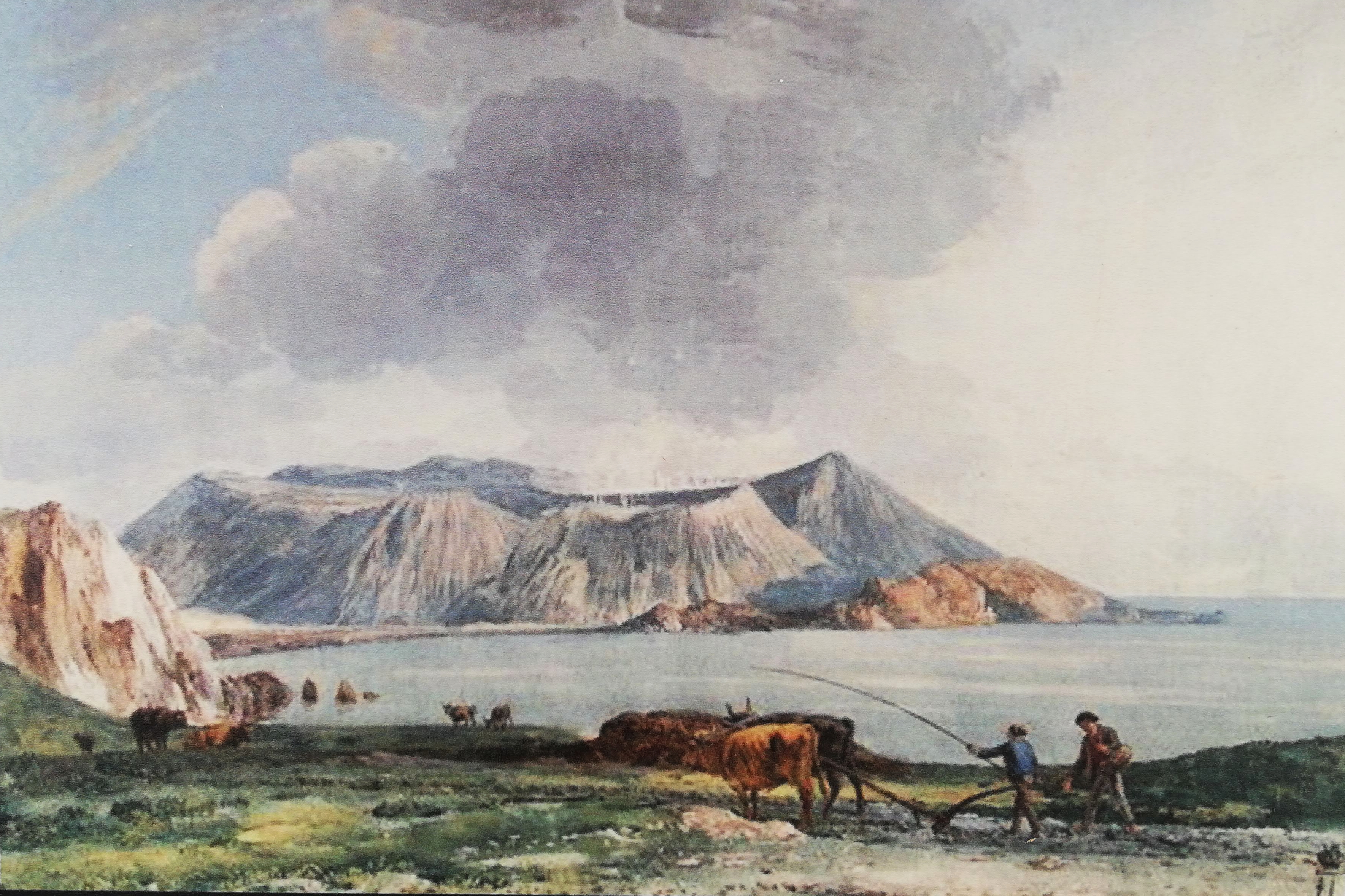
L'Île de Volcano vue de Lipari
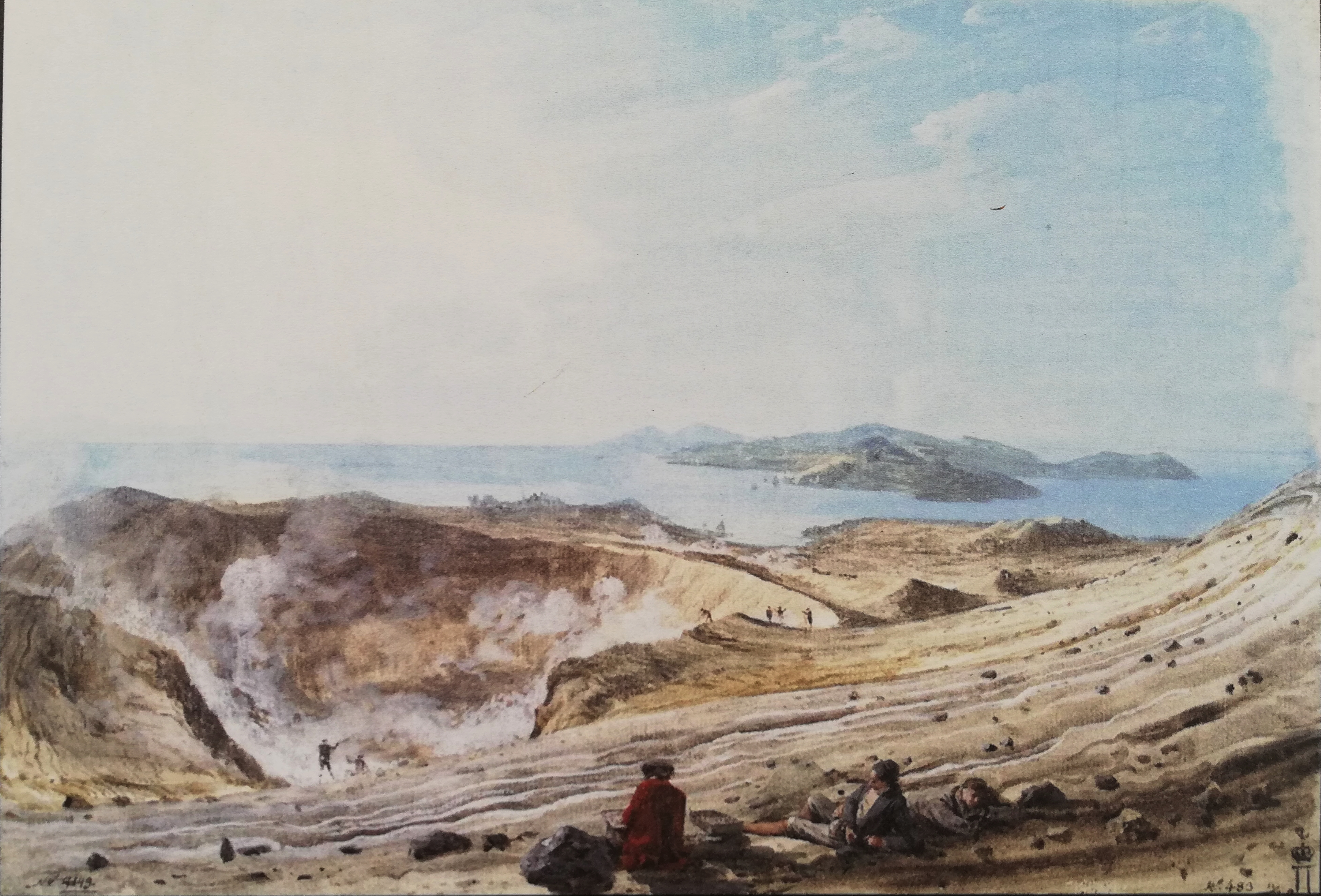
Vue du cratère de Vulcano

- Partie latérale du temple de Minerve à Syracuse, transformé en cathédrale ; gouache, pierre noire, plume et encre grise[46]
- Partie méridionale du golfe de Naples ; gouache[47]
- Paysage de la vallée de Caltagirone ; gouache et pierre noire[48]
- Personnages à pied ou en barque auprès d'un pont enjambant un cours d'eau
- Ruines de Gela ; gouache et pierre noire[49]
- Ruines de la colonne de triomphe appelée la Guglia ; gouache et pierre noire[50]
- Ruines de la Dogana (la douane) à Contorbi ; gouache, aquarelle, plume et encre brune[51]
- Ruines des bains antiques d'Aderno, sur les flancs de l'Etna ; gouache et aquarelle[52]
- Ruines des bains antiques de Santa Croce, en Sicile ; gouache, pierre noire, plume et encre grise[53]
- Ruines du grand temple de Sélinonte ; gouache, plume, encre brune et pierre noire[54]

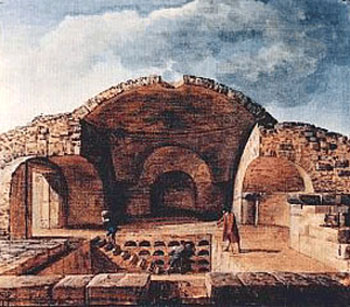
Chapelle Bonajuto
(Catane)

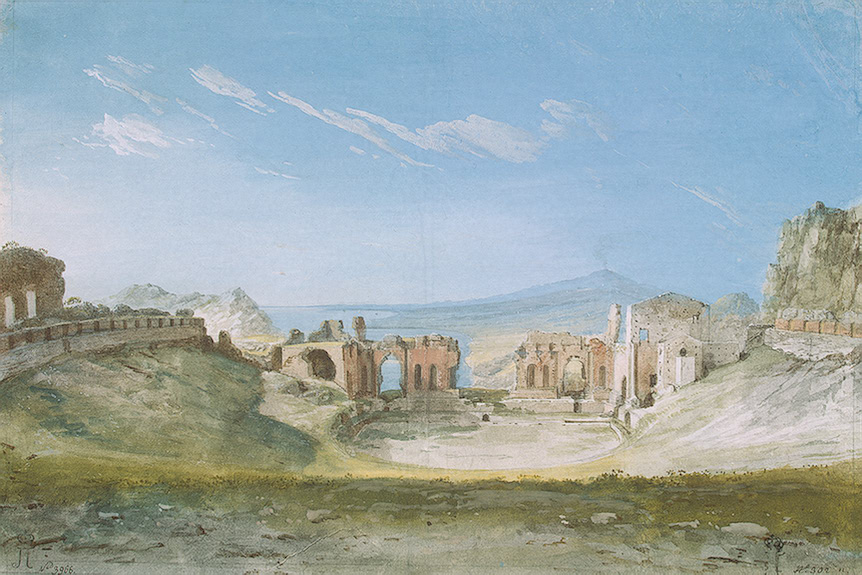
Le théâtre de Taormine

- Ruines du petit amphithéâtre de Syracuse ; gouache et pierre noire[55]
- Ruines du petit temple d'Agrigente ; gouache, aquarelle, plume et encre brune[56]
- Ruines du pont de Lilybée ; gouache[57]
- Ruines du temple de Castor et Pollux à Agrigente ; gouache, pierre noire, plume et encre noire[58]
- Ruines du temple de Jupiter Olympien à Agrigente ; gouache[59]
- Ruines du temple de la Concorde à Agrigente ; gouache, plume, encre grise et pierre noire[60]
- Ruines du temple de Segeste ; gouache et pierre noire[61]
- Ruines du temple d'Hercule à Agrigente ; gouache et pierre noire[62]
- Ruines du théâtre de Catane ; aquarelle, gouache et pierre noire[63]
- Ruines d'un édifice antique de Taormine ; gouache et pierre noire[64]
- Ruines d'un monument triomphal situé entre Agosta et Syracuse ; gouache, pierre noire, plume et encre grise[65]
- Ruines d'un monument triomphal sur la route d'Agosta à Carlintini ; gouache, plume, encre noire et pierre noire[66]
- Ruines d'un petit temple de Saint Philippe d'Argino ; gouache[67]
- Ruines d'un temple de Sélinonte ; gouache, plume, encre brune et pierre noire, 27 × 43 cm[68]
- Tombeau présumé de Théron, tyran d'Agrigente ; gouache, pierre noire, plume et encre grise[69]
- Un bain antique au couvent des Carmes de l'Indrizzo à Catane ; gouache et pierre noire[70]
- Un château et ses dépendances en haut d'une colline plantée d'arbres
- Un des écueils des Cyclopes près du port de la Trezza ; gouache et aquarelle[71]
- Un promontoire de lave au bord de la mer, près de Catane ; gouache et pierre noire[72]
- Un tombeau antique à Aderno situé dans le champ du chamoine Ciancio ; gouache[73]
- Une partie de l'intérieur des ruines du théâtre de Syracuse ; gouache et pierre noire[74]
- Vue des environs de Naples ; pierre noire[75]
- Vue du lac Averne près de Baies ; gouache[76]
- Vue d'une église gothique, avec deux vaches et une paysanne ; plume, encre brune et lavis gris-brun[77]
- Vue d'une rivière coulant entre un parc et une chaumière
- Vue du château de Sperlinga en Sicile qui a abrité les Angevins pendant les Vêpres Siciliennes[78]